# Purpurmasken-Bartvogel
Der Purpurmasken-Bartvogel (Lybius guifsobalito) ist eine Art aus der Familie der Afrikanischen Bartvögel. Die Art kommt fast ausschließlich nördlich des Äquators vor. Aufgrund der verhältnismäßig nördlichen Verbreitung erfolgte die Erstbeschreibung bereits 1783 durch den französischen Arzt und Zoologen Hermann. Der Purpurmasken-Bartvogel gehört damit zu den ältesten wissenschaftlich beschriebenen Bartvögeln.
Für den Purpurmasken-Bartvogel werden keine Unterarten unterschieden. Die IUCN stuft den Purpurmasken-Bartvogel als nicht gefährdet (least concern) ein. Der Purpurmasken-Bartvogel ist nahe verwandt mit dem Halsband-Bartvogel und dem ähnlich aussehenden Rotgesicht-Bartvogel, der weiter im Süden Afrikas vorkommt.

## Erscheinungsbild

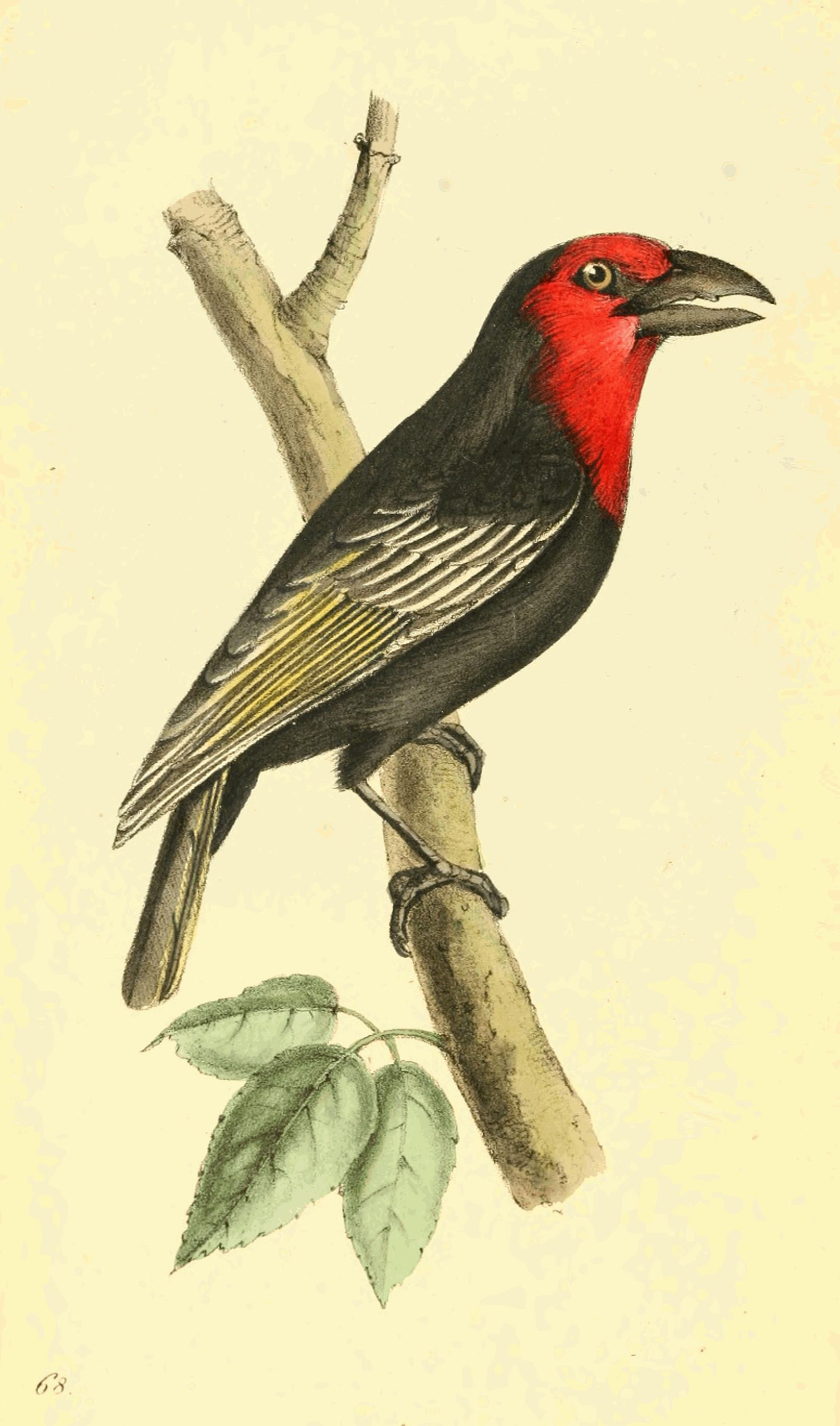
Illustration

Die Männchen erreichen eine Flügellänge von 7,9 bis 9,4 Zentimeter. Die Schwanzlänge beträgt zwischen 4,5 und 5,4 Zentimeter. Der Schnabel erreicht eine Länge zwischen 1,9 und 2,2 Zentimeter. Weibchen haben ähnliche Körpermaße. Wie für Zahnbartvögel typisch besteht kein auffälliger Sexualdimorphismus.
Männchen und Weibchen sind glänzend blauschwarz, die Flügel und der Bauch sind etwas bräunlicher. Sie haben außerdem ein leuchtend rotes, bei einigen Individuen auch rotoranges und sehr selten gelbes Gesicht und ebenso gefärbte Ohrdecken, Stirn, Kinn und Kehle. Die Schwingen sind an den Außenfahnen schmal gelb bis weiß gesäumt. Der Schnabel ist schwarz, die unbefiederte Gesichtshaut ist grau, die Augen sind rotbraun. Die Beine und Füße sind schwarzgrau. Jungvögel haben ein matteres Gefieder als die adulten, es wirkt insgesamt etwas bräunlicher.

## Verbreitungsgebiet
Das Verbreitungsgebiet des Purpurmasken-Bartvogels erstreckt sich vom Osten des Sudans, dem Norden Eritreas und dem Westen Äthiopiens in südlicher Richtung bis in den Nordosten der Demokratischen Republik Kongo, Uganda und Kenia. Es gibt Hinweise darauf, dass diese Art ihr Verbreitungsgebiet ausdehnt. Sie wurde in den letzten Jahren auch im Norden Tansanias und im Norden Kameruns beobachtet. Purpurmasken-Bartvögel kommen in Höhenlagen zwischen 900 und 2.200 Höhenmetern vor. Die Art ist regional häufig.

## Lebensweise
Der Purpurmasken-Bartvogel ist eine anpassungsfähige Art, die offene Waldgebiete, Kulturland mit einem lockeren Bestand an fruchttragenden Bäumen, Waldränder und Gärten besiedelt. Ihre Nahrung besteht hauptsächlich aus Früchten wie Feigen, Guaven, Papaya und verschiedenen Beeren. Sie fressen außerdem Insekten wie Käfer, Ameisen und Termiten. Die Trupps bestehen aus bis zu sieben Individuen. Es ist wahrscheinlich, dass es sich dabei um Elternvögel mit geschlechtsreifen, aber noch nicht verpaarten Nachkommen handelt. Die Trupps verteidigen gegenüber anderen Vogelarten den Baum, in dem sie ihre Nisthöhle haben. Aggressives Verhalten zeigen sie unter anderem gegenüber dem Kleinen Honiganzeiger, was darauf hinweist, dass diese Art ein Brutparasit des Purpurmasken-Bartvogels ist. Über die Fortpflanzungsbiologie dieser Art ist nahezu nicht bekannt.

## Belege

### Weblink
- Lybius guifsobalito in der Roten Liste gefährdeter Arten der IUCN 2013.2. Eingestellt von: BirdLife International, 2012. Abgerufen am 30. Januar 2014.